# Stolzenhagener See
Der Stolzenhagener See im Südbereich des Ortsteils Stolzenhagen der Großgemeinde Wandlitz gelegen, gehört zum Biesenthal-Wandlitz-Prendener Seengebiet, das etwa 30 große und kleinere Seen umfasst. Das Relikt der Weichseleiszeit ist nur um 170 Meter breit, aber fast 13 Mal so lang. Der See befindet sich mindestens seit 1831 im Privatbesitz der Familie Otto.

## Beschreibung

### Nutzung der Uferregion
Die Uferregionen des Stolzenhagener Sees sind nur wenig bebaut, aber dafür mit festen Straßen erschlossen. Es gibt einen gut fünf Kilometer langen Rundwanderweg, der allerdings nur auf der knapp einen Kilometer langen Seepromenade im Südwesten am Ufer selbst entlang führt. Auf der gesamten östlichen Seite verläuft er durch eine ruhige Wohnstraße und im Westen an der Seite einer wenig frequentierten Landstraße. Ältere Beschreibungen eines durchgehenden unmittelbaren Uferrundwegs sind überholt. Im östlichen Bereich des Sees schließt sich die Stolzenhagener Heide an. Das eigentliche bis 2003 selbstständige Dorf Stolzenhagen, nach dem der See benannt ist, erstreckt sich im Nordwestbereich des Sees und hinter der Heide.
Am West- und Südufer entstanden in den 1970er und 1980er Jahren eine Bungalowsiedlung und ein Campingplatz, der nach Reduzierung auf rund 50 Camperfamilien um 1990 dennoch im Jahr 1999 geschlossen wurde.
Die Bungalows waren teilweise im Privatbesitz, sehr viele jedoch wurden als Schulungs- und Ferienheime von DDR-Betrieben errichtet und unterhalten. Mit der späteren Abwicklung oder Reprivatisierung der Betriebe wurden die Ferienheime aufgegeben oder verkauft. Einige Gebäude stehen auch noch nach zwanzig Jahren leer und verfallen (Stand im Jahr 2011).

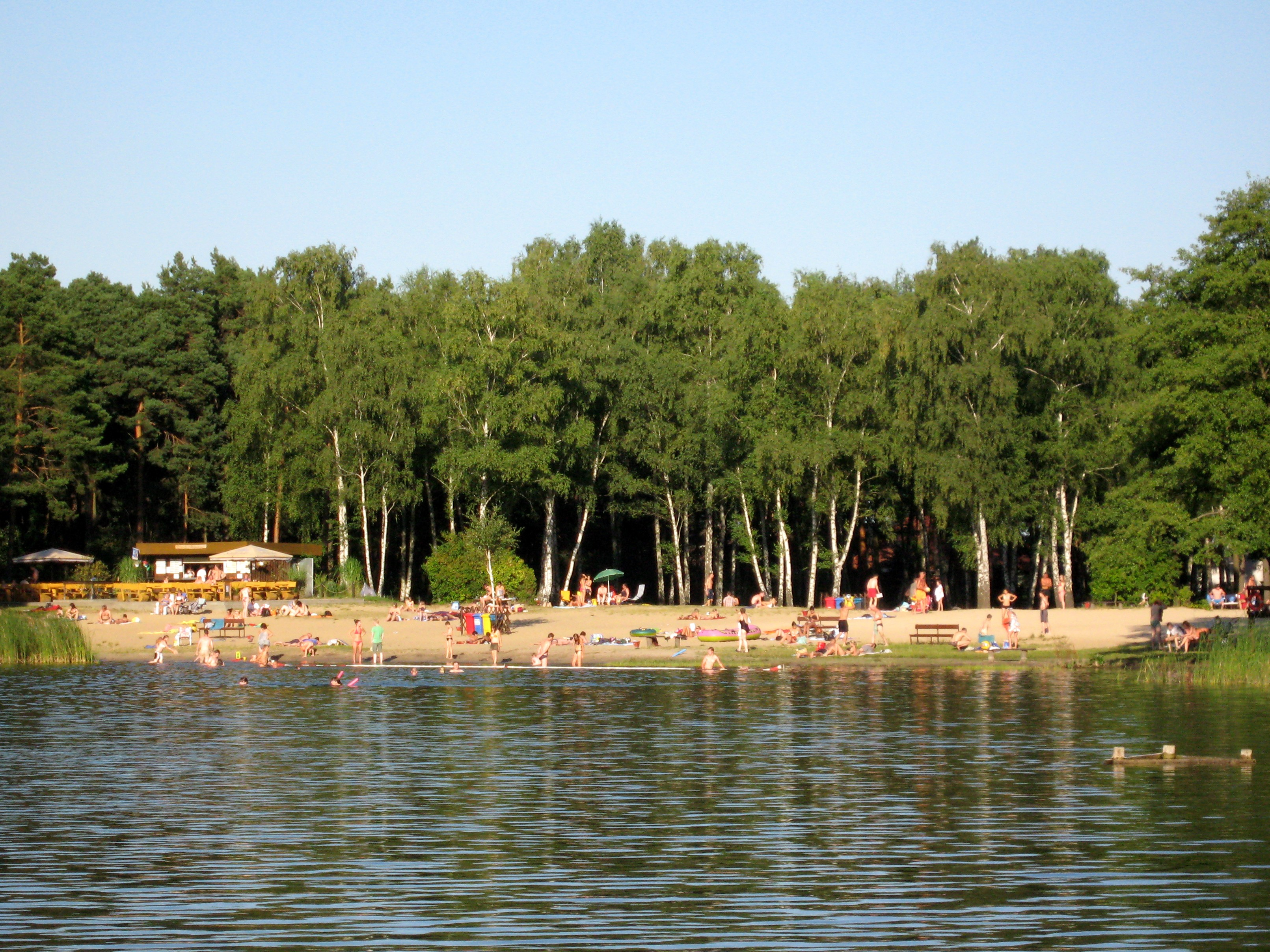
Freibad am Südufer des Sees

### Nutzung des Gewässers
Der flache Sandstrand der südlichsten Bucht des Sees wird als öffentliche Badestelle genutzt. Die privaten Betreiber des Strandbads haben bereits mehrfach die begehrte blaue Fahne der EU für ein garantiert sauberes Badegewässer erhalten. Dort können auch Sportboote ausgeliehen werden. An dieser Stelle trennt ein nur 240 Meter schmaler sumpfiger Landstreifen den Stolzenhagener von dem Wandlitzer See.
Von Tauchsportlern wird die Sichtweite im See mit 0,5–1,5 m angegeben.

### Fauna und Flora
Im See gibt es Karpfen, Hechte, Barsche, Aale, Plötzen, Schleie und Zander, die von den Seebesitzern jährlich in geschützten Buchten am Westufer neu eingesetzt werden. Zahlreiche Freizeitangler erwerben einen Angelschein und kommen deshalb an den See. In einer kleinen Dorfgaststätte werden die Fische dann zubereitet und stehen auf dem Speiseplan. Fischereirechte besitzt nur ein einziger Einwohner des Ortsteils.
Das am Ufer wachsende Schilf wurde in der Vergangenheit von diesem Fischer ebenfalls geerntet und aufbereitet zur Weiterverwendung wie dem Decken von Bauernhäusern.
Große Teile des umgebenden Areals sind mit Wald bedeckt.